# Helene Deutsch
Helene Deutsch, nata Rosenbach (Przemyśl, 9 ottobre 1884 – Cambridge, 29 marzo 1982), è stata una psicoanalista austriaca.
Helene Deutsch nacque a Przemyśl, all'epoca nella Galizia austriaca, da genitori ebrei, Wilhelm e Regina Rosenbach, il 9 ottobre 1884.
Allieva diretta di Freud, fu anche l'analista didatta di Siegfried Foulkes e Viktor Tausk, con cui però interruppe l'analisi poco prima che lui si suicidasse (lo storico della psicoanalisi Paul Roazen sostiene che l'interruzione avvenne su richiesta rivolta alla Deutsch da parte di Freud, perché sembra che Tausk avesse un rapporto assai difficile con il padre della psicoanalisi).
La Deutsch si occupò in maniera particolarmente approfondita degli aspetti psicoanalitici dell'identità femminile, e della specificità dello sviluppo psicosessuale della donna (fornendo un inquadramento più articolato ed equilibrato di alcuni aspetti della metapsicologia classica freudiana, che operava marcate asimmetrie e per certi versi era più focalizzata sui processi di sviluppo psicosessuale maschile).

## La personalità "Come-Se"
Il suo concetto maggiormente conosciuto è la personalità "Come-Se", fenomeno da lei descritto per spiegare la tendenza di certe donne ad assumere una falsa identità strutturata sulle aspettative degli altri.